# Indiana (stacja metra)
Indiana – nadziemna stacja złotej linii metra w Los Angeles w mieście East Los Angeles. Stacja została oddana do eksploatacji w roku 2009 na nowym odcinku złotej linii znanym jako Gold Line Eastside Extension.

## Godziny kursowania
Tramwaje złotej linii kursuja codziennie w godzinach od 5.00 do 0.15.

## Opis stacji
Stacja składa się z jednej platformy zbudowanej wzdłuż jezdni South Indiana Street pomiędzy ulicami East 1st Street i East 3rd Street. Stacja położona jest w zachodniej części East L.A. Stację zdobi 16 stalowych paneli z wyciętymi w nich wzorami geometrycznymi wykonanych przez Paula Botello. Nazywają się "Syncretic Manifestations".

## Połączenia autobusowe
- Metro Local: 30, 254, 620, 665
- Montebello Transit: 40
- El Sol Union Pacific/Salazar Park